# Каплинцівська сільська рада
Каплинцівська сільська рада — адміністративно-територіальна одиниця у Пирятинському районі Полтавської області з центром у c. Каплинці.
Населення — 746 осіб.

## Населені пункти
Сільраді були підпорядковані населені пункти:
- c. Каплинці
- с. Усівка

## Географія
Територією сільради протіка річка Удай.

## Населення
Згідно з переписом УРСР 1989 року чисельність наявного населення сільської ради становила 975 осіб, з яких 403 чоловіки та 572 жінки.
За переписом населення України 2001 року в сільській раді мешкало 745 осіб.

### Мова
Розподіл населення за рідною мовою за даними перепису 2001 року:
| Мова       | Відсоток |
| ---------- | -------- |
| українська | 97,18 %  |
| російська  | 2,55 %   |
| вірменська | 0,13 %   |